# Glennville
Glennville es una ciudad ubicada en el condado de Tattnall en el estado estadounidense de Georgia. En el censo de 2000, su población era de 3.641.

## Demografía
En el 2000 la renta per cápita promedia del hogar era de $24,309, y el ingreso promedio para una familia era de $35,066. El ingreso per cápita para la localidad era de $13,427. Los hombres tenían un ingreso per cápita de $26,861 contra $16,982 para las mujeres.

## Geografía
Glennville se encuentra ubicado en las coordenadas 31°56′21″N 81°55′37″O / 31.93917, -81.92694 (31.939206, -81.926866).
Según la Oficina del Censo, la localidad tiene un área total de 17,1 km² (6,6 mi²), de la cual 17 km² (6,6 mi²) es tierra y 0,1 km² (0 mi²) (0.10%) es agua.